# 木戸湊
木戸 湊（きど あつむ、1939年 - ）は、ジャーナリスト。
毎日新聞記者として第一線で活躍し、2003年に定年退職後、フリージャーナリストとして大阪を拠点に活躍する。2003年10月より『木戸湊のマンデー・ジャーナル』（MBSラジオ）でラジオパーソナリティーに挑戦した。（この番組は2004年4月に「真夜中のドン」（川村龍一と）に移行した。木戸自身は2004年12月で降板）またスポーツニッポン（大阪版）に隔週でコラム「関西発信!!木戸御免」を執筆。
「グリコ森永事件」当時　毎日新聞社会部に所属　同事件取材の先頭に立つ。
1989年当時「板東英二のわがままミッドナイト」のコメンテーターを務める。